# Rue Gomboust
La rue Gomboust est une voie du 1er arrondissement de Paris, en France.

## Origine du nom
Jacques Gomboust, ingénieur du Roi, auteur d'un plan de Paris dit « de Gomboust » publié en 1652, voisinage de l'hôtel du Saint-Esprit où ce plan a été gravé.

## Historique

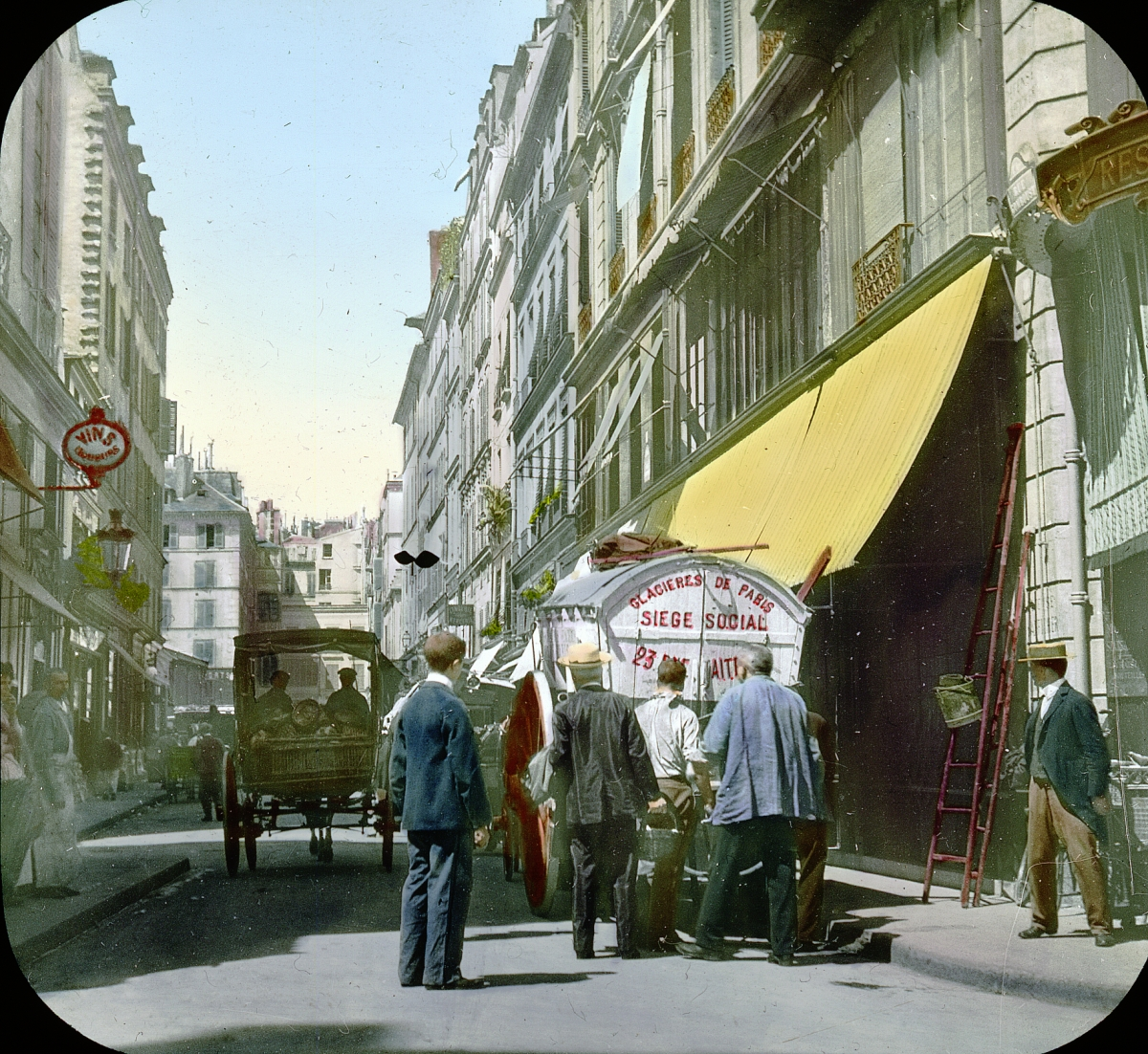
Rue Gomboust, vers 1900.

Un arrêt du Conseil du 22 avril 1679 prescrivit l'élargissement de la partie comprise entre les rues Neuve-Saint-Roch et de la Sourdière.
La rue fait partie de l’ancien chemin de Paris à Argenteuil.
Cette voie porte initialement le nom de « cul-de-sac Péronelle » du nom d'un lieu-dit sur lequel elle est ouverte. Elle prend, à partir de 1653, le nom de « cul-de-sac de la Corderie-Saint-Honoré ».
Par suite de l'établissement du marché des Jacobins et de la place qui l'entoure, une partie devint une rue et qui prit alors le nom « rue de la Corderie-Saint-Honoré » pour devenir, en 1864, la « rue Gomboust » ; l'autre partie resta à l'état d'impasse.

## Pour approfondir